# Кардаш, Абдулла
Аль-Хадж Абдулла Кардаш (араб. عبد الله قرداش‎) (иногда пишется «Каршеш», также известный как Хаджи Абдулла аль-Афари), или называемый «Профессор» и «Разрушитель», — иракский боевик, которого в 2019 году ошибочно назвали лидером Исламского государства. Его роль в ИГ неясна, и есть сообщения, что Кардаш, возможно, умер в 2017 году.

## Предыстория
Кардаш — иракский туркмен, родившийся в Талль-Афаре. Учился в колледже исламских наук в Мосуле. По состоянию на 2014 год, Кардашу было за пятьдесят.
До прихода в ИГ Кардаш был генерал-майором в армии Саддама Хусейна. Кардаш был заключён в тюрьму в 2003—2004 годах властями США вместе с аль-Багдади в лагере Букка, тюрьме в Басре, после вторжения в Ирак и свержения режима Саддама Хусейна, стал одним из ближайших спутников аль-Багдади. Во время международной военной интервенции против ИГ Кардаш руководил операциями против Свободной сирийской армии в Алеппо и Сирийской арабской армии в Дейр-эз-Зоре. Кардаш также лично контролировал выбор террористов-смертников и проведение атак смертников в интересах Исламского государства.
Кардаш был ранее религиозным комиссаром в Аль-Каиде до присоединения к Исламскому государству.

## Ошибочные сообщения о лидерстве в ИГ
Некоторые считали, что Кардаш занял эту должность 27 октября 2019 года после смерти лидера ИГ Абу Бакра аль-Багдади в ходе рейда в Барише, проведённого армией Соединённых Штатов на северо-западе Сирии. Это утверждение было основано на заявлении в августе 2019 года, которое было приписано пропагандистскому подразделению ИГ, информационному агентству Amaq, и утверждало, что Кардаш был назван преемником аль-Багдади. Несколько новостных организаций сообщили об этом заявлении как об официальном объявлении.
Аналитики, однако, отклонили заявление как выдумку. Рита Кац, аналитик по терроризму и соучредитель SITE Intelligence Group, отметила, что в заявлении использовался другой шрифт по сравнению с другими заявлениями, и оно никогда не распространялось по каналам Amaq или ИГ. Поддельное заявление вновь появилось в октябре 2019 года после смерти аль-Багдади, и о нём сообщили несколько новостных организаций, включая Newsweek. Несколько дней спустя, 31 октября, ИГ назвало Абу Ибрагима аль-Хашеми аль-Кураши преемником Багдади.

## Сообщения о смерти
Хишам аль-Хашеми, аналитик ИГ и советник по борьбе с терроризмом иракского правительства, заявил в октябре 2019 года, что, согласно источникам иракской разведки, Кардаш умер в 2017 году, а его дочь содержалась в иракской разведке. Он сказал, что смерть Кардаша была подтверждена как его дочерью, так и другими родственниками. По состоянию на 31 октября его смерть не была подтверждена другими источниками.